# المؤيد عباس بن عبد الرحمن
المؤيد عباس بن عبد الرحمن (توفي في 1880) إمام الدولة الزيدية في اليمن في 1850. ينتمي إلى عائلة القاسمي من نسل النبي محمد الذين كانوا يهيمنون على الإمامة الزيدية في اليمن بين 1597 و1962. كان عباس عالما ينحدر من الإمام المتوكل إسماعيل (توفي في 1676) في الجيل السادس. كان تلميذا للعلامة اليمني الشهير محمد الشوكاني. بعد التدخل العثماني الفاشل في شمال اليمن في عام 1849 أصبح ما تبقى من الدولة الزيدية فريسة للخصومات السياسية. الإمام الحالي المنصور علي كان مدمنا على شرب الخمر ولا يحظى بالاحترام لذا تمردت المجموعات القبلية وكان يهيمن على البلاط في صنعاء من قبل الوزير من آل المصري. بعض السادة والفقهاء في صنعاء انشقوا ورحلوا إلى صعدة بعيدا إلى الشمال حيث انضموا إلى المنصور أحمد بن هاشم الذي أعلن إمامته. المنصور أحمد حاصر صنعاء في عام 1850. ومع ذلك فإن النخبة في صنعاء اختاروا عباس إماما جديدا لهم تحت اسم المؤيد عباس (يونيو 1850). الإمام الجديد عين أحمد ابن محمد الشوكاني قاضيا. صد جنوده لفترة من الوقت مهاجمي المدينة. أخيرا اضطر إلى الاستسلام للمنصور أحمد وسجن. المنتصر ومع ذلك احتفظ بمنصبه في صنعاء لمدة ثلاثة أشهر قبل أن يجبر على الفرار إلى قبيلة أرحب. في السنة التالية عام 1851 وافق المتنافسين على الإمامة الزيدية على تعيين الهادي غالب. انسحب المؤيد عباس من الحياة العامة للتفرغ للتدريس حتى وفاته في عام 1880.